# Tricimba edentata
Tricimba edentata är en tvåvingeart som beskrevs av Ismay 1993. Tricimba edentata ingår i släktet Tricimba och familjen fritflugor. Inga underarter finns listade i Catalogue of Life.